# John Dalrymple, 2:e earl av Stair

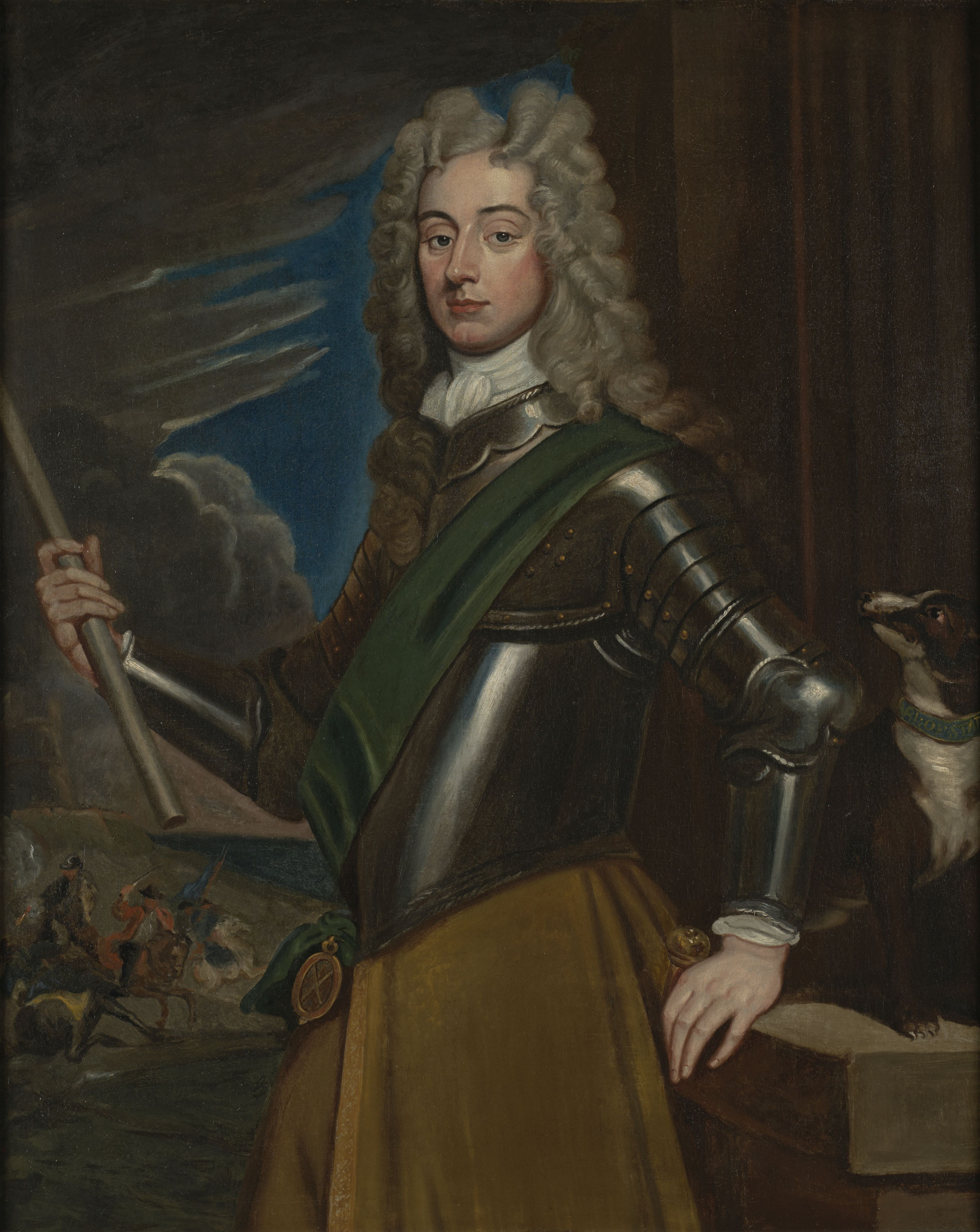
John Dalrymple, 2:e earl av Stair.

John Dalrymple, 2:e earl av Stair, född den 20 juli 1673 i Edinburgh, död där den 9 maj 1747, var en skotsk krigare och statsman. Han var son till John Dalrymple, 1:e earl av Stair.
Dalrymple studerade i Leiden, där han vann Vilhelms av Oranien vänskap och beskydd, åtföljde denne på 1690-talet på hans flandriska fälttåg och deltog 1703–1711 under Marlborough med mycken utmärkelse i spanska arvföljdskriget. 
År 1709 blev han generalmajor, sändes 1710 i en utomordentlig beskickning till kung August i Sachsen och utnämndes 1712 till general. Hemkallad från hären, blev Dalrymple whigpartiets chef i Skottland och arbetade där ivrigt för den hannoveranska tronföljden. 
Georg I sände honom 1715 till Paris som envoyé, och där lyckades han – från 1719 som ambassadör – förskaffa sig stort inflytande över hertigen-regenten samt genom sina vidsträckta  förbindelser i tid upptäcka och tillintetgöra alla jakobitiska intriger. Särskilt bekämpade han med framgång Alberonis ränker. 
Återkallad 1720, levde Dalrymple i lugn på sina gods, motarbetade sedermera Walpole och blev 1742 efter dennes fall utnämnd till fältmarskalk. Som sådan erhöll han befälet över den så kallade pragmatiska armén i Tyskland och vann 1743 segern vid Dettingen.